# 줄새우
줄새우(Palaemon paucidens)는 징거미새우과에 속하는 새우이다. 몸의 특징은 갑각의 간 부위에 가시가 없고 아가미 부위에 가시가 있다. 또 수컷의 제2가슴다리는 다른 가슴다리에 비해 그다지 크지 않다. 암컷이 수컷보다 크다. 몸은 연한 갈색을 띠고 갑각의 옆에 짙은 갈색의 복잡한 무늬가 있다. 또 배의 제2마디에 두 줄, 꼬리마디를 제외한 다른 마디에 각각 한 줄씩 모두 일곱 줄의 짙은 갈색 줄무늬가 있다. 배에는 알 뭉치가 붙는데, 알 뭉치는 연한 황록색을 띤다. 한국·일본·러시아·중국 등지에 분포한다.